# Cnaeus Gellius
Cnaeus Gellius (2. század) római történetíró
Coelius Antipater kortársa volt. Róma történetét írta meg 27 (egyes ókori források szerint 97) könyvben, annalisztikus formában. A mű néhány töredék kivételével elveszett. Feltehetően a 2. század végén készítette el Annales (Évkönyvek) című munkáját, amely Kr. e. 146-tól saját koráig dolgozta fel az eseményeket. A munka szokatlanul nagy terjedelmű volt, későbbi felhegyzések (például a Szuda-lexikon) szerint 97 könyvből állt. Nem csupán a történelmi eseményeket tárgyalta, hanem foglalkozott a mítoszokkal, szokásokkal is. Forrásai Caius Licinius Macer, Dionüsziosz Halikarnasszeusz lehettek, munkáját felhasználta Aulus Gellius.